# HTTP ETag
ETag或实体标签（entity tag）是万维网协议HTTP的一部分。
ETag是HTTP协议提供的若干机制中的一种Web缓存验证机制，并且允许客户端进行缓存协商。这就使得缓存变得更加高效，而且节省带宽。如果资源的内容没有发生改变，Web服务器就不需要发送一个完整的响应。ETag也可用于乐观并发控制，作为一种防止资源同步更新而相互覆盖的方法。
ETag是一个不透明的标识符，由Web服务器根据URL上的资源的特定版本而指定。如果那个URL上的资源内容改变，一个新的不一样的ETag就会被分配。用这种方法使用ETag即类似于指纹，并且他们能够被快速地被比较，以确定两个版本的资源是否相同。ETag的比较只对同一个URL有意义——不同URL上的资源的ETag值可能相同也可能不同，从他们的ETag的比较中无从推断。

## 部署风险
ETag在HTTP头字段中的使用是可选的（不像HTTP/1.1的其他头字段是强制性的）。HTTP规范从未指定生成ETag的方法。
生成ETag常用的方法包括对资源内容使用抗碰撞散列函数，使用最近修改的时间戳的哈希值，甚至只是一个版本号。
为了避免使用过时的缓存数据，用于生成ETag的方法应保证（同时尽可能的实用）每一个ETag都是唯一的。然而，只要ETag的生成函数可以用数学证明，即使生成的ETag可能重复，其概率也是可接受范围内的无穷小，那么就可以判断这个函数是可用的。
一些早期的校验和函数，如CRC32和CRC64，常会碰到哈希碰撞问题。正因如此，他们并不是用于生成ETag的好选择。

## 强校验和弱校验
ETag机制同时支持强校验和弱校验。它们通过ETag标识符的开头是否存在“W/”来区分，如：
```
"123456789"   -- 一个强ETag验证符
W/"123456789"  -- 一个弱ETag验证符
```

强校验的ETag匹配要求两个资源内容的每个字节需完全相同，包括所有其他实体字段（如Content-Language）不发生变化。强ETag允许重新装配和缓存部分响应，以及字节范围请求。弱校验的ETag匹配要求两个资源在语义上相等，这意味着在实际情况下它们可以互换，而且缓存副本也可以使用。不过这些资源不需要每个字节相同，因此弱ETag不适合字节范围请求。当Web服务器无法生成强ETag的时候，比如动态生成的内容，弱ETag就可能发挥作用了。

## 典型用法
在典型用法中，当一个URL被请求，Web服务器会返回资源和其相应的ETag值，它会被放置在HTTP的“ETag”字段中：
```
ETag: "686897696a7c876b7e"
```

然后，客户端可以决定是否缓存这个资源和它的ETag。以后，如果客户端想再次请求相同的URL，将会发送一个包含已保存的ETag和“If-None-Match”字段的请求。
```
If-None-Match: "686897696a7c876b7e"
```

客户端请求之后，服务器可能会比较客户端的ETag和当前版本资源的ETag。如果ETag值匹配，这就意味着资源没有改变，服务器便会发送回一个极短的响应，包含HTTP “304 未修改”的状态。304状态告诉客户端，它的缓存版本是最新的，并应该使用它。
然而，如果ETag的值不匹配，这就意味着资源很可能发生了变化，那么，一个完整的响应就会被返回，包括资源的内容，就好像ETag没有被使用。这种情况下，客户端可以用新返回的资源和新的ETag替代先前的缓存版本。
ETag值可用于网页监视系统。大多数站点没有为网页设置ETag头信息，这一事实阻碍了高效的网页监测。当Web监视器不知道网站内容是否发生变化的时候，它不得不被检索和分析所有的内容，这不仅占用发布者的计算资源，还有订阅者的。

## 用ETag来跟踪用户
由于HTTP cookie被越来越多的注重隐私保护的用户删除，可以将ETag用来追踪唯一用户。2011年7月，Ashkan Soltani和加州大学伯克利分校的一组研究者，包括Hulu.com将ETag用于追踪用途。Hulu和KISSmetrics在2011年7月29日停止了这样的追踪，而KISSmetrics和超过20位其用户面临关于“无法删除”的cookie的集体诉讼，其中包括了ETag的使用。
因为ETag由浏览器保存，并且在访问统一资源时随之后请求返回，一个追踪服务器可以轻松地重复设定任何从浏览器收到的ETag，以保持ETag不变，类似于持久cookie。额外的缓存头部也能增强ETag的持久性。
根据实现，ETag可以通过清除浏览器缓存清除。